# Bayu Gatra
Bayu Gatra Sanggiawan (sinh ngày 11 tháng 11 năm 1991) là một cầu thủ bóng đá người Indonesia hiện tại thi đấu cho Madura United ở Liga 1 ở vị trí tiền vệ chạy cánh.

## Đời sống cá nhân
Bayu Gatra sinh ra từ bố mẹ Lucky Supriya và Siti Holifah. Anh chưa bao giờ được đi học đầy đủ khi còn nhỏ và lấy bóng đá làm nghề nghiệp để giúp đỡ gia đình. Anh biết ơn Rudy Keltjes khi đã giúp anh hồi phục khỏi chấn thương đầu gối. Bayu Gatra là người theo Hồi giáo.

## Sự nghiệp quốc tế

### Đội tuyển quốc gia
| Đội tuyển quốc gia Indonesia | Đội tuyển quốc gia Indonesia | Đội tuyển quốc gia Indonesia |
| Năm                          | Số trận                      | Bàn thắng                    |
| ---------------------------- | ---------------------------- | ---------------------------- |
| 2014                         | 1                            | 0                            |
| 2015                         | 2                            | 0                            |
| 2016                         | 1                            | 0                            |
| Tổng cộng                    | 4                            | 0                            |

### Bàn thắng quốc tế
Bayu Gatra: Bàn thắng U-23 quốc tế
| Bàn thắng | Thời gian            | Địa điểm                                           | Đối thủ               | Tỉ số | Kết quả | Giải đấu                         |
| --------- | -------------------- | -------------------------------------------------- | --------------------- | ----- | ------- | -------------------------------- |
| 1         | 22 tháng 11 năm 2013 | Sân vận động Gelora Bung Karno, Jakarta, Indonesia | U-23 Papua New Guinea | 5–0   | 6–0     | 2013 MNC Cup                     |
| 2         | 19 tháng 12 năm 2013 | Sân vận động Zayyarthiri, Naypyidaw, Myanmar       | U-23 Malaysia         | 1–0   | 1–1     | Đại hội Thể thao Đông Nam Á 2013 |
| 3         | 18 tháng 9 năm 2014  | Sân vận động bóng đá Incheon, Incheon, Hàn Quốc    | U-23 Maldives         | 3–0   | 4–0     | Đại hội Thể thao Châu Á 2014     |

## Danh hiệu

### Clubs
Persisam U-21
- Indonesia Super League U-21 Á quân (1): 2012

### Danh hiệu quốc gia
U-23 Indonesia
- Huy chương Bạc Islamic Solidarity Games (1): 2013
- Huy chương Bạc Đại hội Thể thao Đông Nam Á (1): 2013

Indonesia
- Giải vô địch bóng đá Đông Nam Á 2016: Á quân (1)